# موش هیمالیایی
 موش هیمالیائی(نام علمی: Rattus pyctoris) نام یک گونه از سرده موش صحرایی است.